# Cnemaspis australis
Espèce
Statut de conservation UICN

 DD  : Données insuffisantes
Cnemaspis australis est une espèce de geckos de la famille des Gekkonidae.

## Répartition
Cette espèce est endémique du Tamil Nadu en Inde.

## Description
Cnemaspis australis mesure, queue non comprise, jusqu'à 30,4 mm.

## Publication originale
- Manamendra-Arachchi, Batuwita & Pethiyagoda, 2007 : A taxonomic revision of the Sri Lankan day-geckos (Reptilia: Gekkonidae: Cnemaspis), with description of new species from Sri Lanka and southern India. Zeylanica, vol. 7, n. 1, p. 9-122 (texte intégral).